# 臼井秀三郎
臼井　秀三郎（うすい しゅうざぶろう、生没年不詳） は、明治時代の写真家。

## 経歴
伊豆国下田出身。
1867年（慶応3年）、横山松三郎に次ぐ下岡蓮杖の二番目の弟子となり、蓮杖の「蓮」の字を貰って「蓮節」と名乗った。遅くとも1876年（明治8年）頃までには横浜太田町1丁目13番地写真スタジオを開業したようである。1879年（明治12年）に来日したユリシーズ・グラント元アメリカ合衆国大統領を撮影している。1882年（明治15年）、英国の博物学者のヘンリー・ギルマールの日本旅行に同行し、日本各地の写真を撮影した。この際の写真がケンブリッジ大学に残っている。1884年（明治17年）、デビッド・ウェルシュ（David Welsh）と組んで横浜居留地16番に横浜写真社をおこした。臼井が写真製作、ウェルシュが販売に当たったようである。横浜写真社はその後、アドルフォ・ファルサーリに買収されたようだが、臼井自身は太田町に戻って写真スタジオを経営していた。